# Boris Bakow
Boris Bakow, bürgerlich Ilie Baciu (* 6. September 1943 in Mociu, Kreis Cluj; † 2021 in Salzburg) war ein rumänischer Opernsänger (Bass/Bassbariton) und Professor für Sologesang an der Universität Mozarteum Salzburg. Ab 2010 war er österreichischer Staatsbürger.

## Leben und Wirken
Boris Bakow war gebürtiger Rumäne. Er absolvierte sein Gesangsstudium in Bukarest und Wien und gewann verschiedene Preise bei mehreren internationalen Gesangswettbewerben, so. z. B. in ’s-Hertogenbosch (Holland), Toulouse (Frankreich) und beim Concurs Internacional de Cant Francesc Viñas in Barcelona (Spanien). Beim Internationalen Gesangswettbewerb von ’s-Hertogenbosch gewann er mit seiner Interpretation der Philipp-Arie aus Don Carlo 1968 den 2. Platz beim Jos Orelio-Preis.
Unter dem Namen Ilie Baciu war er vor seiner Wettbewerbsteilnahme in ’s-Hertogenbosch bereits in Rumänien als Opernsänger aufgetreten. Seine internationale Karriere begann er anschließend in Deutschland. In Deutschland hatte er als Ilie Baciu sein erstes Festengagement ab der Spielzeit 1969/70 am Stadttheater Saarbrücken.
Es folgte ein mehrjähriges Engagement an der Oper Bonn (1971–1976). In den Spielzeiten 1974/75 und 1975/76 war er neben seinem Bonner Engagement als Gast am Staatstheater Braunschweig verpflichtet. Zur Spielzeit 1977/78 wechselte Bakow an das Opernhaus Dortmund. Am Opernhaus Dortmund, wo er bis zum Ende der Spielzeit 1979/80 engagiert war, sang er u. a. Orest, Amfortas (Spielzeit 1978/79) und den Minister Don Fernando in Fidelio (ebenfalls Spielzeit 1978/79). Anschließend war er unter Intendant Arno Wüstenhöfer bis zum Ende der Spielzeit 1982/83 festes Ensemblemitglied am Theater Bremen. In Bremen sang er u. a. Boris Godunow, Osmin, Banquo, Padre Guardiano, Daland und den Nachtwächter in Die Meistersinger von Nürnberg.
Anschließend wechselte er den Namen und trat fortan unter dem russisch klingenden Künstlernamen Boris Bakow (internationale Schreibweise: Boris Bakov) auf. Er sang an nationalen und internationalen Bühnen wichtige Partien des italienischen, russischen, französischen und deutschen Fachs. Ab 1983 war Bakow als freischaffender Opernsänger hauptsächlich im Ausland, insbesondere in Italien und Frankreich, tätig.
Im März 1983 sang er am Teatro San Carlo in Neapel unter der musikalischen Leitung von Zoltán Peskó in der szenischen Uraufführung der Mussorgskij-Oper Salammbô unter der Regie von Jurij Ljubimow als Partner von Annabelle Bernard (Salammbô) die Rolle des Mathô, die er kurzfristig übernommen hatte, nachdem die staatliche sowjetische Konzert- und Theateragentur Goskonzert den beiden russischen Hauptdarstellern die Ausreisegenehmigung verweigert hatte. 1983 gehörte er, wiederum mit Zoltán Peskó als Dirigent, am Teatro Regio di Torino mit den Rollen „Tierbändiger“/„Rodrigo“ zur Besetzung der Neuinszenierung der Oper Lulu von Alban Berg. Im Mai 1984 war er am Teatro Regio di Torino der Titelheld in der Uraufführung der Oper Gargantua von Azio Corghi. Im April 1985 übernahm er am Teatro Comunale di Bologna, in Werner Herzogs erster Operninszenierung, in der rekonstruierten Ergänzungsfassung des Doktor Faust von Ferruccio Busoni die Rolle des Wagner. Im Juni 1985 sang er beim Maggio Musicale Fiorentino, mit „imponierendem Baß-Bariton“, den Dr. Schön in Lulu unter der musikalischen Leitung von Bruno Bartoletti.
Im Juni 1986 übernahm er an der Mailänder Scala den König Arkel in Pelléas et Mélisande unter der musikalischen Leitung von Claudio Abbado. Im Juli 1986 trat er dort in einer von Armando Gatto geleiteten Aufführung als Fürst Gremin in Eugen Onegin auf.
Zur Eröffnung der Spielzeit 1986/87 war er, „schauspielerisch sehr präsent“, am Teatro Regio di Torino als „überzeugender, nobler“ Wotan in Das Rheingold in der Ring-Inszenierung von Gianfranco De Bosio zu hören. Im Juni 1990 trat er beim Maggio Musicale Fiorentino als Joe (Alaskawolfjoe) in Aufstieg und Fall der Stadt Mahagonny (Inszenierung: Graham Vick) auf.
Weitere Engagements in Italien hatte er am Teatro Comunale di Bologna (1982, als Mephistopheles in La damnation de Faust), am Teatro Palestrina in Cagliari (1983, als Zaccaria in Nabucco) und am Teatro Massimo Bellini in Catania (1991, als Wachtmeister in Friedenstag).
In der Saison 1986/87 gastierte er am Teatro Municipal in Rio de Janeiro als Daland in einer deutschsprachigen Aufführungsserie von Richard Wagners Oper Der Fliegende Holländer.
1988 gastierte er am Staatstheater Darmstadt als Komtur in Don Giovanni. In der Spielzeit 1988/89 sang er am Landestheater Salzburg den Komtur in einer Don-Giovanni-Neuinszenierung von Joachim Herz, wo er nach der im Musikfachmagazin Orpheus erschienenen Premierenkritik „als Wiedergänger im Totengewand einen stimmlich und darstellerisch bemerkenswerten Auftritt hatte“, wohingegen Opernwelt-Kritiker Imre Fábián einen „ziemlich flach und farblos klingenden Bass“ zu hören meinte. In der Spielzeit 1989/90 folgte am Landestheater Salzburg der Fürst Gremin in einer Neuproduktion von Eugen Onegin. In der Spielzeit 1989/90 sang er am Theater St. Gallen den Sarastro in einer Neuinszenierung der Oper Die Zauberflöte unter der Regie von Wolfgang Quetes. In der Spielzeit 1990/91 war er am Theater St. Gallen teilverpflichtet und übernahm dort den Bartolo in einer Neuproduktion von Le nozze di Figaro. Im Sommer 1991 sang er den Boris Godunow auf der Freilichtbühne am Roten Tor in Augsburg. In der Spielzeit 1992/93 war er am Saarländischen Staatstheater Saarbrücken als König Heinrich in einer Lohengrin-Neuinszenierung und als Kreon in einer Neuinszenierung der Cherubini-Oper Medea zu hören.
Bakow besaß eine „kraftvolle“ und „tragfähige“ Stimme. In einem 1985 im Teatro Communale di Bologna entstandenen Live-Mitschnitt, der als „Piratenaufnahme“ auf Video veröffentlicht wurde, singt Bakow den Wagner in der Oper Doktor Faust von Ferruccio Busoni. In der 1992 bei EMI mit dem Orchestre National de France unter der musikalischen Leitung von Jeffrey Tate veröffentlichten Live-Aufnahme der Oper Lulu ist er als „Der Theaterdirektor“ zu hören.
Boris Bakow war Professor für Sologesang an der Universität Mozarteum Salzburg. Er galt als geschätzter Gesangslehrer. Zu seinen Schülerinnen und Schülern zählen u. a. Mirjam Tola und Sieglinde Zehetbauer, Nikolai Schukoff, Peter Sonn, Francesca Aspromonte, weiters die türkische Sopranistin Ezgi Alhuda, die österreichische Sopranistin Athanasia Zöhrer, der deutsche Bariton Ulf Dirk Mädler, der rumänische Tenor Sergiu Saplacan und der Sopranist Onur Abaci. Bakow starb 2021 in Salzburg.

## Weitere Rollen (Auswahl)
- Rocco in Fidelio (Beethoven)
- Kaspar in Der Freischütz (Weber)
- Pimen, Warlaam[5] in Boris Godunow (Mussorgski)
- Doktor Faust in Doktor Faust (Busoni)
- Tirésias in Oedipe (Enescu)
- Wanderer, Hagen in Der Ring des Nibelungen (Wagner)
- Wotan in Die Walküre (Wagner), Avignon[42] (1988)
- Sarastro in Die Zauberflöte (Mozart), Paris (1992)[4]